# Често постављана питања
Често постављана питања (скраћено ЧПП) је превод израза који се користи у енглеском језику - „Frequently Asked Questions“ (скраћено FAQ) који представља списак често постављаних питања о некој теми и сажетих одговора на та питања.